# Косово — это Сербия

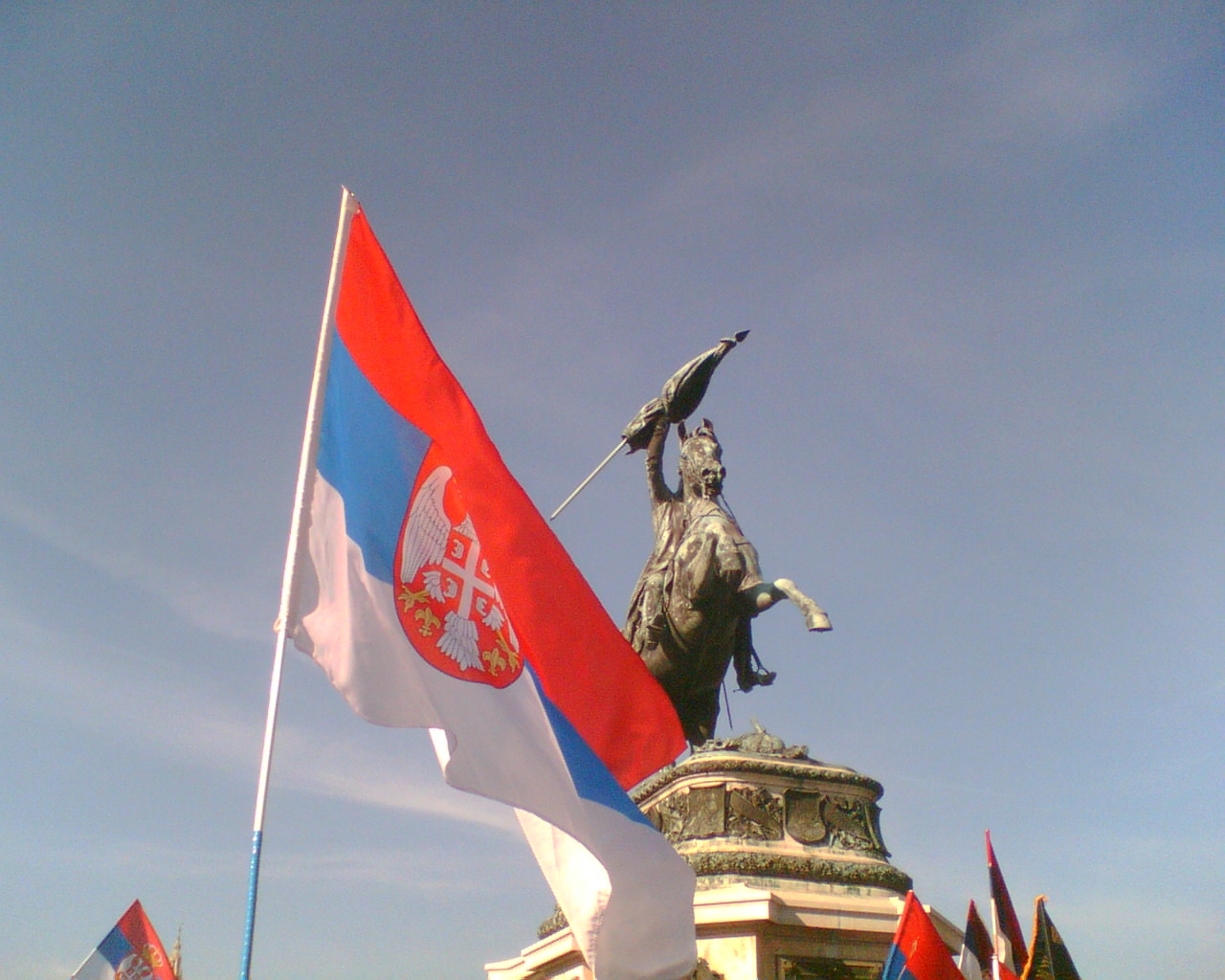
Демонстрация Косово — это Сербия в Вене

«Ко́сово — э́то Се́рбия» (серб. Косово је Србија / Kosovo je Srbija, англ. Kosovo is Serbia) — используемый начиная с 2004 года в Сербии политический лозунг, представляющий собой официальную позицию сербских властей по территории Республики Косова, считающих его частью Республики Сербии. Особую популярность он обрёл в качестве реакции на декларацию независимости Косова от Сербии 17 февраля 2008 года. Лозунг использовался в серии протестов, а также сербским правительством. Слоган размещался на футболках и граффити, а также публиковался хакерами на сайтах косовских учреждений в 2009 году. Лозунг используется сербами, русскими и греками по всему миру.

## Протесты

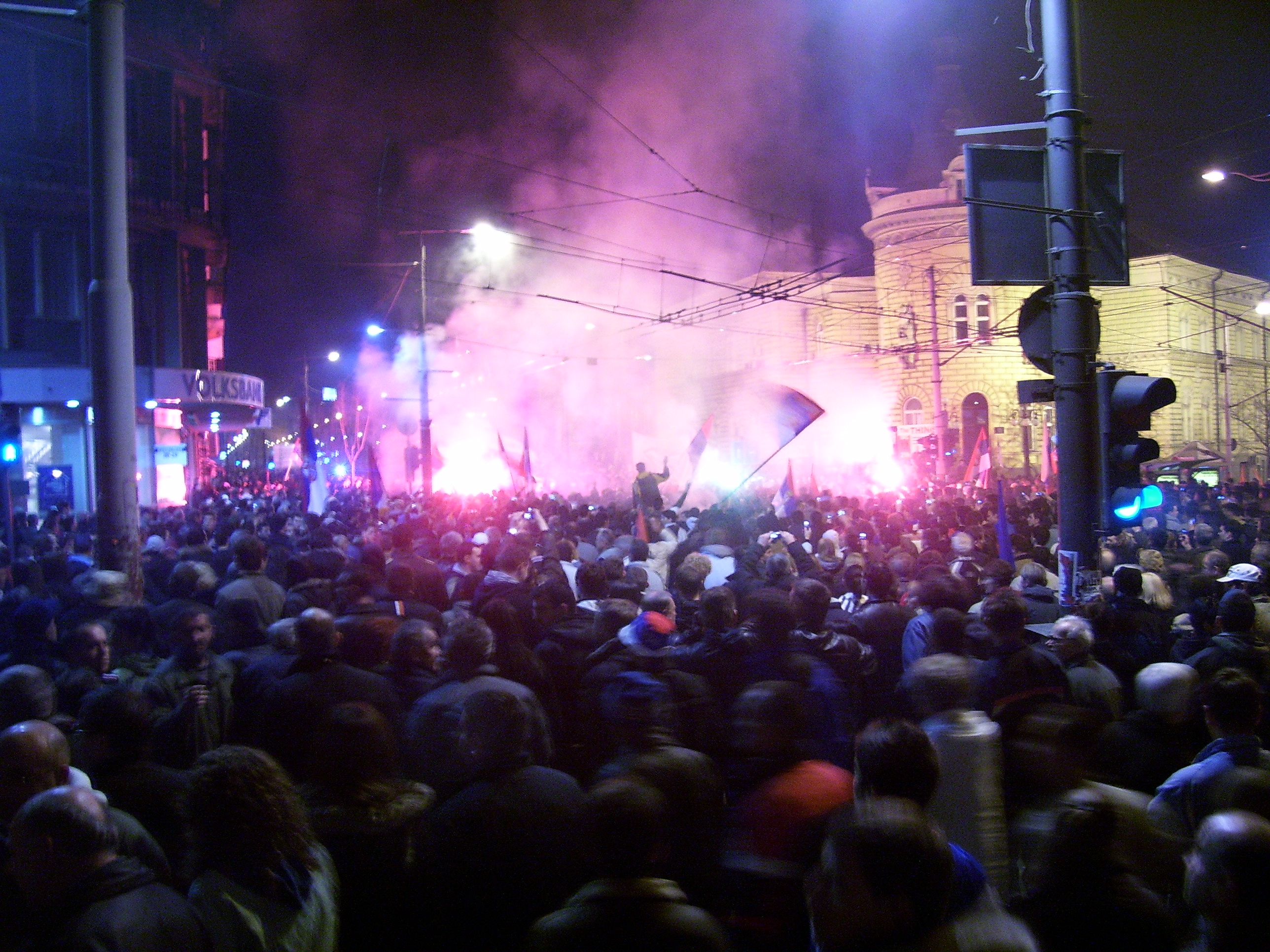
Протесты 2008 года в Сербии, на отрезке пути к храму святого Саввы 21 февраля 2008 года в Белграде

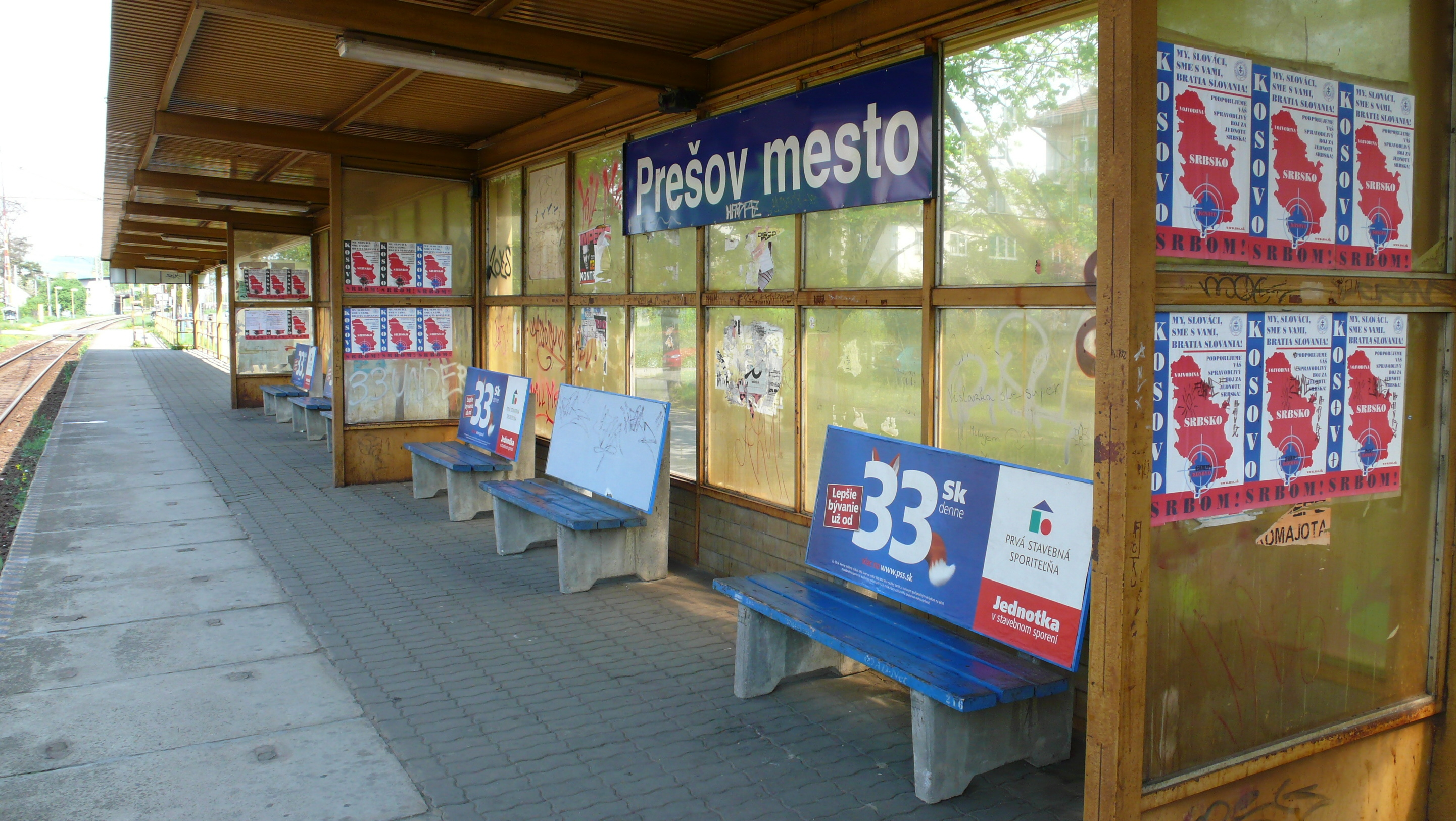
Плакаты в поддержку Косова как части Сербии на железнодорожной станции в Прешове, Словакия

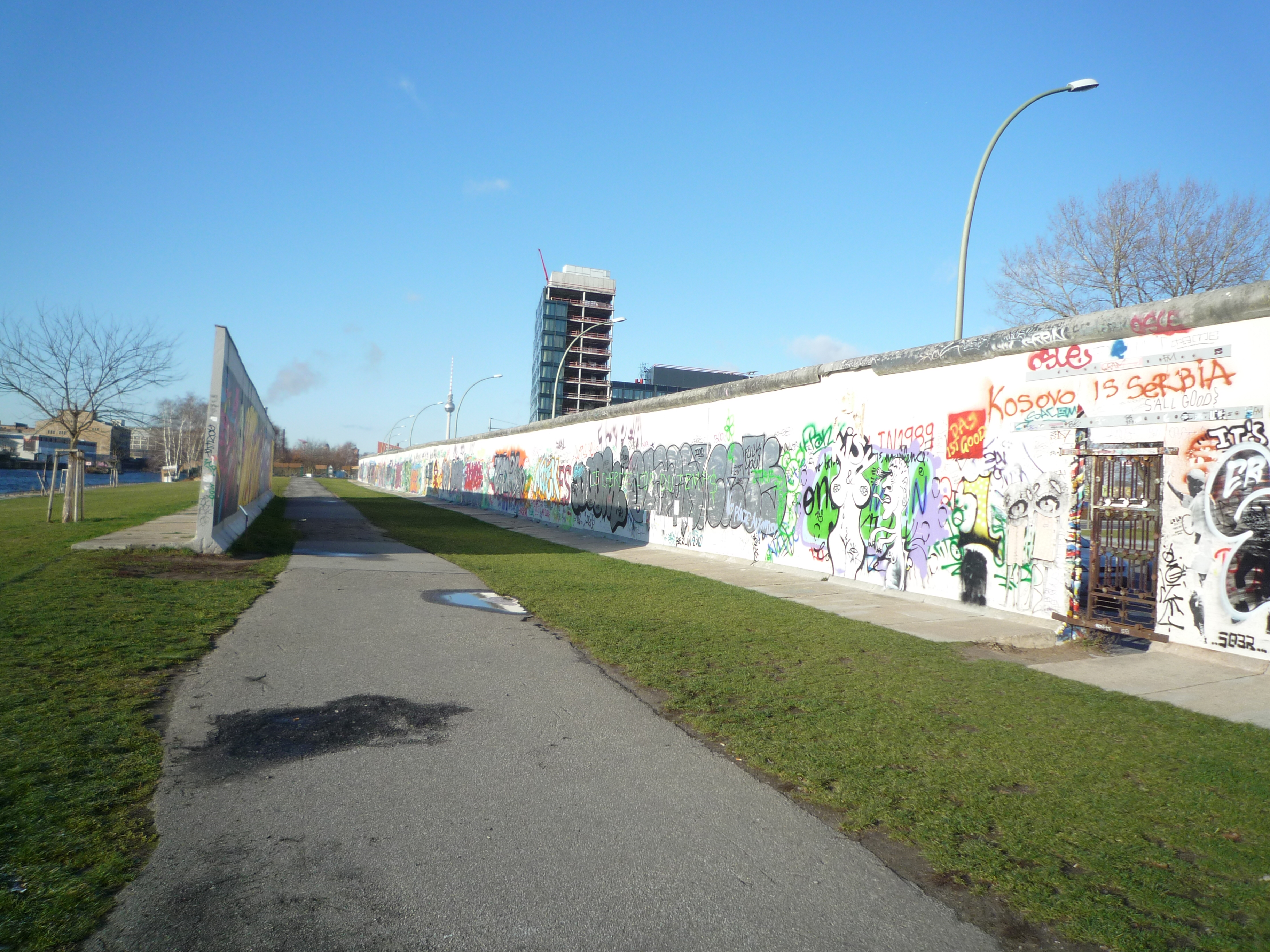
Граффити Косово — это Сербия на Берлинской стене

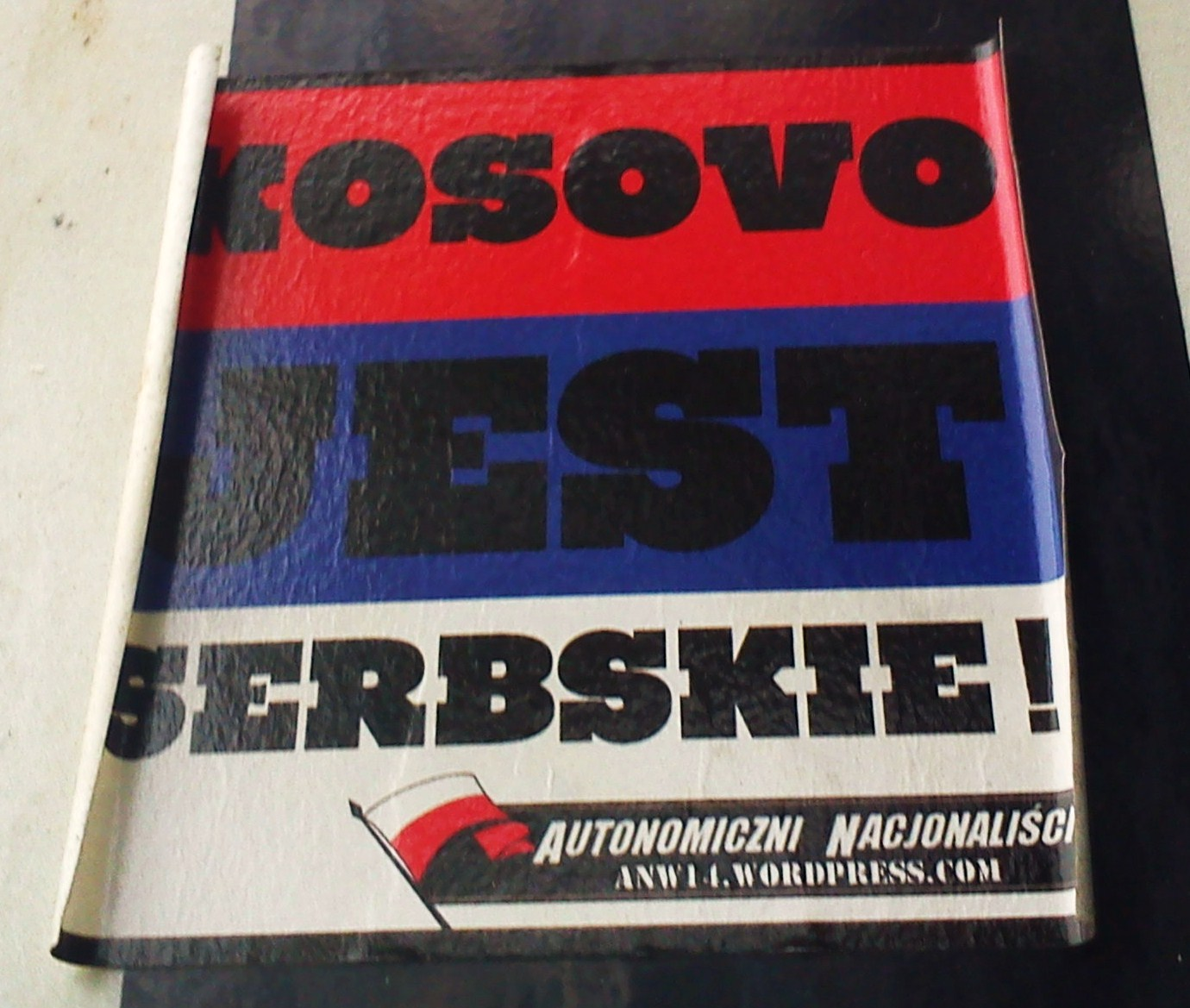
Стикер Косово — сербское на польском языке в Познани

- Митинг «Косово — это Сербия», организованный сербским правительством, был проведен 21 февраля 2008 в Белграде перед Парламентом, собрал от 200 000[6][7] до 500 000 человек[8]. Небольшая группа протестующих открыла огонь по посольству США[9]. Незначительный протест также имел место в Лондоне[10], а также демонстрация из 5000 протестующих в Косовска-Митровице на следующий день[6]. Полиция Косова из-за продолжения протестов была усилена 150 ветеранами войны на границе 25 февраля[11].
- В марте 2008 года рождённый в США сербский пловец Милорад Чавич победил в Чемпионате Европы по баттерфляю на 50-метровой дистанции и установил европейский рекорд. Появившись на церемонии награждения в майке с надписью «Косово — это Сербия», был отстранён от дальнейшего участия в чемпионате Европейской федерацией плавания и оштрафован на 10 800 $[12].
- Протесты под этим лозунгом прошли в Черногории после признания местным правительством независимости Косова в октябре 2008 года[13].

## Кампания в сербских СМИ
Солидарность — Косово — это Сербия (серб. Солидарност — Косово је Србија) — это медиакампания в Сербии, начатая Петаром Петковичем в последние месяцы переговоров по Косову и организованная с участием 25 выдающихся сербских общественно известных людей, среди которых: Бата Живоинович, Светлана Бойкович, Драган Белогрлич, Сергей Трифунович, Драган Йованович, Борисав Джорджевич, Сладжана Милошевич и Эмир Кустурица.

## Комментарии
1. ↑  Косово и Метохия являются предметом территориального спора между Республикой Косово и Сербией. Фактически, бо́льшая часть территории Косова и Метохии контролируется частично признанной Республикой Косово (алб. Republika e Kosovës, серб. Република Косово / Republika Kosovo), существующей де-факто с 1990 года.